# The Road to Reno
The Road to Reno (bra Almas sem Rumo) é um filme norte-americano de 1938, do gênero comédia romântica, dirigido por S. Sylvan Simon, com roteiro de Roy Chanslor, Adele Comandini e F. Hugh Herbert baseado no conto "The Road to Reno", de I. A. R. Wylie, publicado no Saturday Evening Post de março a maio de 1937.

## Sinopse
Linda dirige-se a Reno para uma ação de divórcio contra o marido, o cowboy Steve, para assim poder se casar com o envolvente Walter, um engomadinho lá do Leste. Steve e Walter vivem numa acirrada competição por Linda, e Steve fica consternado quando o janota o vence durante uma exibição com cavalos selvagens. Por fim, Linda descobre que ainda o ama.

## Elenco
| Ator/Atriz       | Personagem         |
| ---------------- | ------------------ |
| Randolph Scott   | Steve Fortness     |
| Hope Hampton     | Linda Halliday     |
| Glenda Farrell   | Sylvia Shane       |
| Helen Broderick  | Tia Minerva        |
| Alan Marshal     | Walter Crawford    |
| David Oliver     | Salty              |
| Ted Osborne      | Advogado de Linda  |
| Samuel S. Hinds  | Advogado de Sylvia |
| Charles Murphy   | Mike               |
| Spencer Charters | Juiz               |

## Recepção
A revista especializada brasileira Cinearte classificou o filme como "regular", e a direção de Sylvan Simon, "fraca como sempre".